# هلهوک
هلهوک (به هلندی: Helhoek) یک منطقهٔ مسکونی در هلند است که در وست‌فورنه واقع شده‌است. هلهوک ۱۷۰ نفر جمعیت دارد.